# István Lukács
István Lukács, né le 14 octobre 1912 à Szeged et mort vraisemblablement à la fin des années 1960, est un footballeur hongrois naturalisé français. Il est appelé pendant sa carrière en France Étienne Lukacs. 

## Biographie
István Lukács arrive en France en 1933, soit selon les sources directement du FC Szeged, le club de sa ville de naissance, soit via Újpest Budapest, où il « avait terminé sa formation ». Il arrive en première division du championnat de France professionnel, qui entame sa deuxième saison d'existence. En même temps que Lukács, Georges Bayrou, le président du FC Sète, recrute son compatriote Márton Bukovi, alors joueur du Ferencváros Budapest.
Lukács ne tarde pas à s'acclimater, l'entraîneur sétois René Dedieu composant autour de lui une attaque redoutable composée d'Ivan Bek, Ali Benouna, Jules Monsallier ou encore Louis Gabrillargues. Placé avant-centre, Lukács répond aux attentes placées en lui et marque régulièrement des buts pour les « Dauphins ». Il brille notamment particulièrement par son jeu de tête. En fin de la saison, il compte 28 buts en 26 matchs de championnat, ce qui lui vaut le titre honorifique de meilleur buteur du championnat. Son équipe remporte le championnat avec un point d'avance sur le SC Fives et l'Olympique de Marseille, qui perd à la surprise générale ses trois derniers matchs joués en retard. 
Peu avant la fin du championnat, Sète et Marseille s'affrontent également en finale de la Coupe de France. Lukács brille encore en marquant les deux buts de son équipe, qui l'emporte 2-1,. Lors des cinq tours précédents, il avait déjà inscrit dix des 18 buts des Sétois. Le FC Sète est le premier club en France à réaliser le doublé.
En fin de saison, Lukács quitte cependant Sète pour l'Olympique lillois qui lui fait une offre financière « insensée » (à savoir 55 000 francs, record de l'époque). Aux côtés de Jules Vandooren, Jules Bigot, Jean Snella et du Hongrois André Simonyi, Lukács dispute 18 des 30 matchs la saison suivante et marque dix buts. Le club lillois termine 7e. La saison suivante, il ne marque que 3 buts en 12 matchs. Le duo avec Simonyi ne fonctionne pas de la façon espérée.
En 1936, il part à l'AS Saint-Étienne, un club ambitieux et fortuné de deuxième division. C'est pendant cette période-ci qu'il est naturalisé Français. Parmi ses coéquipiers dans le Forez figurent notamment Ivan Bek, son ancien coéquipier à Sète. Lukács inscrit un triplé pour son premier match, une défaite (5-6) contre Valenciennes, puis un autre but, vainqueur cette fois, contre Nice. Pourtant il se trouve dès le mois de novembre sur le départ, vers le FC Mulhouse, qui souhaite le recruter. Il signe finalement au FC La Chaux-de-Fonds, en Suisse, qui recrute en même temps le joueur suisse de Mulhouse Engelbert Bösch (it) (certaines sources indiquent, semble-t-il par erreur, une signature au Lausanne-Sports).  Il n'aura joué avec Saint-Étienne que cinq matchs. Il joue par la suite au Young Boys de Berne et au Servette de Genève, toujours en Suisse. 
Il joue ses derniers matchs avec le Servette début 1939 (en février ?). La suite de sa carrière et de sa vie n'est pas bien connue, il semble qu'il soit retourné en Hongrie. Dans son livre sur le FC Sète publié en 1973, Yves Dupont affirme qu'István Lukács est décédé à la fin des années 1960, sans plus de précision.

## Statistiques
| Saison    | Club              | Championnat | Championnat | Championnat | Coupe nationale | Coupe nationale |
| --------- | ----------------- | ----------- | ----------- | ----------- | --------------- | --------------- |
| Saison    | Club              | Comp.       | M.          | B.          | M.              | B.              |
| 1930-1931 | Újpest FC         | D1          | 1           | 1           |                 |                 |
| 1931-1932 | Újpest FC         | D1          | 8           | 3           |                 |                 |
| 1933-1934 | FC Sète           | D1          | 26          | 28          | 6               | 10              |
| 1934-1935 | Olympique Lillois | D1          | 18          | 10          | 1               | 3               |
| 1935-1936 | Olympique Lillois | D1          | 12          | 3           | 2               | 0               |
| 1936      | AS Saint-Etienne  | D2          | 5           | 4           | 0               | 0               |
| 1936-1937 | La Chaux-de-Fonds | D1          | 17          | 9           | 1               | 0               |
| 1937-1938 | Young Boys Berne  | D1          | 16          | 14          | 2               | 1               |
| 1938-1939 | Servette Genève   | D1          | 8           | 4           | 3               | 2               |